# 女王ヴィクトリア 愛に生きる
『女王ヴィクトリア 愛に生きる』（じょおうヴィクトリア あいにいきる、原題：Victoria）は、イギリスの女王ヴィクトリアを主人公としたイギリスの歴史テレビドラマ。ITV系列で2016年にシーズン1全8話が、2017年にシーズン2全8話が放映された。日本ではシーズン1が2017年にNHK総合テレビジョンで放映され、2が2019年に放映されている。

## 登場人物
- ヴィクトリア - イギリス女王、ジョージ３世の孫、ウィリアム４世の姪、ケント公爵の娘
演:ジェナ・コールマン （声:蓮佛美沙子）
- アルバート - 女王の夫、また母方の従弟
演:トム・ヒューズ （声:前野智昭）
- ケント公妃 - 女王の母、ケント公の妻
キャサリン・フレミング （声:深見梨加）
- コンロイ - ケント公爵家の侍従で公妃の側近
演:ポール・リズ （声:森田順平）
- メルバーン - ホイッグ党党首、首相で女王の側近
演:ルーファス・シーウェル （声:堀内賢雄）
- ウェリントン公 - トーリー党長老
演:ピーター・ボールズ （声:有本欽隆）
- ロバート・ピール - トーリー党党首、メルバーンの後に首相となる
演:ナイジェル・リンゼイ（声:関輝雄）
- ルイーゼ・レーゼン - 女王のガヴァネス(家庭教師)
演:ダニエラ・ホルツ （声:高島雅羅）
- スケレット - 女王の新任の衣装係
演:ネル・ハドソン（声:志田有彩）
- ジェンキンズ夫人 - 女王の先任の衣装係
演:イヴ・ミルス （声:）
- フランカテリ - 料理長
演:フェルディナンド・キングスレイ（声:津田健次郎）
- ペンジ - 執事長
演:エイドリアン・シラー（声:牛山茂）
- アーチボルド・ブロディ - 執事
演:トミー・ナイト （声:）
- エルンスト - 女王の母方の従兄でアルバートの兄
演:ディヴィッド・オークス（声:福田賢二）
- ベルギー王レオポルド1世 - 女王の母方の叔父
演:アレックス・ジェニングズ （声:木下浩之）
- カンバーランド公爵 - 女王の父方の叔父、ウィリアム４世とケント公爵の弟
演: ピーター・ファース （声:辻親八）
- カンバーランド公爵夫人
演:ニコラ・マコーニフ（声:）
- ジョージ - 女王の父方の従兄
演:ニコラス・アグニュー（声:）
- ポートマン子爵夫人 - 女王の女官
演:アンナ・ウィルソン・ジョーンズ（声:松岡洋子）
- ハリエット(サザーランド公爵夫人) - 女王の女官長
演:マーガレット・クルニー（声:冬馬由美）
- フローラ・ヘイスティングズ - ケント公妃の女官
演:アリス・オウィング（声:甲斐田裕子）
- アルフレッド・パジェ - 議員
演:ジョーダン・ウォーラー（声:）
- サセックス公爵 - 女王の父方の叔父で、ウィリアム４世とケント公とカンバーランド公爵の弟
演:デイビッド・バンバー（声:）
- セシリア - サセックス公爵の妻
演:デイジー・グッドウィル（本作のプロデューサーで脚本家[1]）（声:）
- ピアーズ・ギフォード - スタッフォードシャーのギフォード家邸宅チリントン・ホール当主
演:ジェームズ・ウィルビー（声:）
- ルドルフ・ローライン - アルバートの従者
演:ベイジル・エイデンベイツ（声:）
- チルダーズ大尉 - 女王の信奉者
演:アンドリュー・スカボロ（声:）
- エドワード・オックスフォード - 暗殺者
演:ハリー・マッケンタイア（声:）

## 各話
- 第1話『若き女王』 - 18歳で女王に即位したヴィクトリアは野心家の母・ケント公妃とその側近を遠ざけ、メルバーン首相を頼りとする。
- 第2話『失えない味方』 - 議会の政権交代に伴い、寝室女官事件が起こる。
- 第3話『結婚の圧力』 - いとこのアルバートとの縁談話が舞い込む。
- 第4話『運命の再会』 - アルバートと会い、惹かれ合う。
- 第5話『世紀の結婚』 - アルバートと結婚する。
- 第6話『女王の秘策』 - アルバートの王室内での地位向上の方策として、叔父の事実婚の相手に爵位を与える。
- 第7話『波乱の予感』 - ヴィクトリアが懐妊し、夫婦でイングランド北部を旅行中、摂政の地位を確保したいアルバートと鉄道敷設を推進したいピールの利害が合致し、手を組む。
- 第8話『誕生』 - 長女ヴィクトリアを無事出産する。

## 撮影地
ノース・ヨークシャーの飛行機格納庫を改装した「チャーチ・フェントン撮影所」にバッキンガム宮殿の内部が再現され、スタジオ撮影はそこで行なわれた。その他の主要な場面の撮影には以下の施設などが使用された。
- バッキンガム宮殿 - バッキンガム宮殿(外観のみ)、ウェントウォース・ウッドハウス、ブランハム・パーク[3]
- ケンジントン宮殿 - カースル・ハワード、ニューヴィ・ホール、ヘアウッド・ハウス、ウェントウォース・ウッドハウス、ブランハム・パーク[4][3]
- ウィンザー城 - ウィンザー城(外観のみ)、カールトン・タワーズ[4]
- ウェストミンスター寺院 - ビバリー大聖堂、ウィットビー桟橋[4][3]
- 上院 - ヨーク・ギルドホール、 ヨーク・ミンスター・スクール[4]
- チリントン・ホール - レイビー城(ただし実際にチリントンホールを女王が訪れた記録はない)[5]
- 鉄道 - グレートセントラル鉄道（保存鉄道）、ラフバラー中央駅[6]
- アルバート邸 - アラートン城[6]